# Malaysia ai Giochi della XXXI Olimpiade
La Malaysia ha partecipato ai Giochi della XXXI Olimpiade, che si sono svolti a Rio de Janeiro, Brasile, dal 5 al 21 agosto 2016, con una delegazione di 32 atleti impegnati in 10 discipline. Portabandiera alla cerimonia di apertura è stato Lee Chong Wei, già due volte medaglia d'argento nel badminton, alla sua quarta Olimpiade.
La rappresentativa malese, alla sua quindicesima partecipazione ai Giochi estivi, ha conquistato quattro medaglie d'argento e una di bronzo.

## Medagliere
| Medaglia | Atleta                            | Sport     | Evento                            |
| -------- | --------------------------------- | --------- | --------------------------------- |
| Argento  | Lee Chong Wei                     | Badminton | Singolo maschile                  |
| Argento  | Goh V Shem Tan Wee Kiong          | Badminton | Doppio maschile                   |
| Argento  | Chan Peng Soon Goh Liu Ying       | Badminton | Doppio misto                      |
| Argento  | Cheong Jun Hoong Pandelela Rinong | Tuffi     | Piattaforma 10 m sincro femminile |
| Bronzo   | Azizulhasni Awang                 | Ciclismo  | Keirin maschile                   |

## Risultati

### Nuoto
| Atleta     | Evento       | Batterie | Batterie   | Semifinali | Semifinali | Finale          | Finale          |
| Atleta     | Evento       | Tempo    | Classifica | Tempo      | Classifica | Tempo           | Classifica      |
| ---------- | ------------ | -------- | ---------- | ---------- | ---------- | --------------- | --------------- |
| Welson Sim | 400 m libero | 3:51"57  | 34ª        | N.D.       | N.D.       | non qualificato | non qualificato |